# 碗厂乡 (昭觉县)
碗厂乡，是中华人民共和国四川省凉山彝族自治州昭觉县曾经下辖的一个乡。2021年1月12日，撤销碗厂乡，其所属行政区域为解放沟镇的行政区域。

## 行政区划
碗厂乡撤销前下辖以下地区：
西洛村、大石头村和团结村。